# Rabi' al-thani
Rabi' al-thani (letterlijk de tweede Rabi', ربيع الثاني) is de vierde maand van het jaar van de islamitische kalender.

## Rabi' al-thani ten opzichte van de westerse kalender
De islamitische kalender is een maankalender, en de eerste dag van een nieuwe maand is de dag dat de nieuwe maan zichtbaar wordt. Daar een maanjaar 11 tot 12 dagen korter is dan een zonnejaar, verplaatst rabi' al-thani zich net als de andere maanden in de islamitische kalender door de seizoenen. Hieronder staan de geschatte data voor rabi' al-thani, gebaseerd op de Saoedische Umm al-Qurakalender:
| AH   | Eerste dag (CE)   | Laatste dag (CE)  |
| ---- | ----------------- | ----------------- |
| 1446 | 04 oktober 2024   | 02 november 2024  |
| 1447 | 23 september 2025 | 022 oktober 2025  |
| 1448 | 12 september 2026 | 011 oktober 2026  |
| 1449 | 02 september 2027 | 30 september 2027 |
| 1450 | 022 augustus 2028 | 19 september 2028 |

Muharram ·
Safar ·
Rabi' al-awwal ·
Rabi' al-thani ·
Djoemada al-awwal ·
Djoemada al-thani ·
Rajab ·
Sha'aban ·
Ramadan ·
Shawwal ·
Dhoe al-Qi'dah ·
Dhoe al-Hidzjah